# Geoff Swaim
Geoff Swaim (Chico, California, 16 de septiembre de 1993) es un jugador profesional estadounidense de fútbol americano que se desempeña en la posición de tight end en Arizona Cardinals, equipo de la National Football League (NFL).

## Carrera
Fue seleccionado en la séptima ronda en la Reunión Anual de Selección de Jugadores de la NFL de 2015. Hizo su debut profesional con el equipo Dallas Cowboys, en el cual jugó cuatro temporadas (2015-2019), después pasó a Jacksonville Jaguars (2019-2020), posteriormente a Tennessee Titans (2020-2023), luego a Arizona Cardinals, donde lleva jugando una temporada.